# Julie Leach
Julie Leach (Pasadena, 23 de febrero de 1957) es una deportista estadounidense que compitió en triatlón y piragüismo. Ganó una medalla de oro en el Campeonato Mundial de Ironman de 1982.

## Palmarés internacional
| Campeonato Mundial | Campeonato Mundial     | Campeonato Mundial | Campeonato Mundial |
| Año                | Lugar                  | Medalla            | Prueba             |
| ------------------ | ---------------------- | ------------------ | ------------------ |
| 1982 (oct.)        | Hawái (Estados Unidos) | Medalla de oro     | Individual         |